# Les Entrailles de l'enfer

Les Entrailles de l'enfer / Le Demon en lui  (The Beast Within) est un film américain réalisé par Philippe Mora, sorti en 1982.

## Synopsis
La voiture d'un couple tombe en panne sur une route du Mississippi. Le mari part chercher de l'aide. Du marais surgit une étrange créature qui viole la jeune femme. Dix sept ans plus tard, son fils est atteint d'une maladie inconnue. La famille retourne dans le Mississippi pour essayer de comprendre...

## Fiche technique
- Titre : Les Entrailles de l'enfer
- Titre québécois : Le Démon en lui
- Titre original : The Beast Within
- Réalisation : Philippe Mora
- Scénario : Tom Holland, d'après le roman d'Edward Levy
- Production : Harvey Bernhard, Gabriel Katzka (en), Ron Fury et Jack B. Bernstein
- Musique : Les Baxter
- Photographie : Jack L. Richards
- Montage : Robert Brown (de), David Garfield et Bert Lovitt
- Décors : David M. Haber
- Pays d'origine : États-Unis
- Format : Couleur - 2,35:1 - Dolby - 35 mm
- Genre : horreur
- Durée : 98 minutes
- Date de sortie : 12 février 1982 (États-Unis)

## Distribution
- Ronny Cox : Eli MacCleary
- Bibi Besch : Caroline MacCleary
- Paul Clemens : Michael MacCleary
- R. G. Armstrong : Dr. Schoonmaker
- L.Q. Jones : Le shérif Pool
- Katherine Moffat : Amanda Platt
- Don Gordon : Le juge Curwin
- Meshach Taylor : L'adjoint du shérif Herbert
- Luke Askew : Dexter Ward
- John Dennis Johnston : Horace Platt
- Ron Soble : Tom Laws
- Boyce Holleman : Dr. Odom
- Logan Ramsey : Edwin Curwin

## Autour du film
- Le tournage s'est déroulé à Bolton, Jackson et Raymond, dans l'État du Mississippi.
- Les noms de Curwin et Dexter Ward font référence à L'Affaire Charles Dexter Ward, un roman d'Howard Phillips Lovecraft[1].